# Кхара-Хейс
Кхара-Хейс был местным муниципалитетом в Северо-Капской провинции в Южной Африке. Входил в состав муниципалитета округа Сиянда, управлял городом Апингтон и прилегающими сельскими районами. После муниципальных выборов 3 августа 2016 года Кхара-Хейс  был объединён с местным муниципалитетом Миер и образовал местный муниципалитет Давида Круйпера.

## Демография
Согласно переписи 2011 года, в муниципалитете Кхара-Хейс проживало 93 494 человека в 23 245 домашних хозяйствах. 65.2% этих людей называют себя «цветными», 23.1% — «черными африканцами» и 9.9% — «белыми». 86,5% населения говорят на африкаанс как на родном языке, 5.1% говорят на коса, 3.6% говорят на тсване и 1.9% говорят на английском.
Большая часть жителей муниципалитета Кхара-Хейс проживали в городе Апингтон с населением 74 834 человека. В долине Оранжевой реки есть несколько небольших сельскохозяйственных деревень: Лампрехтсдриф, Карос, Лееркранс, Штраусбург, Сварткоп, Луисвейл и Клиппунт.

## Винодельческая промышленность
Большинство вин Апингтона производится компанией Orange River Wine Cellars (OWC). Вина OWC экспортируются в Европу и США. На регион Кхара-Хейс приходилось около 40% экспорта винограда из Южной Африки.